# Marcin Szczepanik
Marcin Paweł Szczepanik – polski lekarz weterynarii, doktor habilitowany nauk weterynaryjnych, profesor na Uniwersytecie Przyrodniczym w Lublinie, specjalista od dermatologii weterynaryjnej.

## Kariera naukowa
W 1999 roku na Akademii Rolniczej w Lublinie uzyskał tytuł lekarza weterynarii. W 2003 roku na Wydziale Medycyny Weterynaryjnej tej samej uczelni uzyskał stopień doktora nauk weterynaryjnych na podstawie rozprawy pt. Wpływ niedoborów cynku, magnezu i miedzi oraz zaburzeń odporności na kliniczny przebieg trychofitozy bydła opasowego. W tym samym roku został zatrudniony na tejże uczelni, a w 2018 roku uzyskał na niej stopień doktora habilitowanego nauk weterynaryjnych na podstawie pracy pt. Ocena parametrów biofizycznych skóry (przeznaskórkowej utraty wody, uwodnienia naskórka, odczynu skóry) i jej zastosowanie u wybranych gatunków zwierząt.